# Copa Mundial Femenina de Fútbol de 1999
La Copa Mundial del Fútbol Femenino de la FIFA EE. UU. 1999 (en inglés: FIFA Women's World Cup USA 1999) fue la tercera edición de la Copa Mundial Femenina de Fútbol organizada por la FIFA. Esta versión del torneo se realizó del 19 de junio al 10 de julio de 1999 en Estados Unidos, y contó por primera vez con la participación de 16 selecciones nacionales.
Esta edición marcó el debut mundialista de las selecciones de Corea del Norte, Ghana, México y Rusia. Se implementó, por primera vez, la regla del gol de oro. El primer y único tanto marcado por esta vía fue el que anotó la brasileña Sissi, en el encuentro de cuartos de final en el que su selección derrotó por 4-3 a Nigeria. La final, que cruzó a Estados Unidos con China, fue la primera en definirse por medio de los tiros desde el punto penal, luego de ambos equipos igualaran sin goles tras la disputa del tiempo reglamentario y de la prórroga. En la tanda de penaltis, la guardameta del cuadro anfitrión, Briana Scurry, se alzó como figura al contener el remate de Liu Ailing. La serie finalizó luego de que Brandi Chastain anotara el 5-4 definitivo, dándole a Estados Unidos su segundo título mundial, y el primero y único obtenido por una selección local en la historia del certamen.
Es, a la fecha, el Mundial femenino con mayor asistencia promedio de espectadores, con aproximadamente 37 000 personas en las gradas por partido. La final, que se celebró en el Rose Bowl, fue el segundo evento deportivo para mujeres más concurrido de la historia, con una asistencia oficial de 90 185 espectadores. Fue también el primer certamen que contó con ternas arbitrales conformadas en su totalidad por mujeres.

## Elección del país anfitrión
La Federación de Fútbol de los Estados Unidos anunció en febrero de 1995, meses antes del inicio del Mundial de Suecia, su interés en organizar el tercer Campeonato del Mundo. A pesar de tratarse de un país con poca tradición futbolística, la FIFA apoyó firmemente la candidatura del país norteamericano, sobre todo tras el éxito del Mundial masculino de 1994, que rompió récords de asistencia y de recaudación financiera. Australia y Chile también mostraron intenciones de organizar el certamen, pero desistieron en diciembre de 1995.
El 31 de mayo de 1996, FIFA confirmó oficialmente que Estados Unidos organizaría la competición. La designación fue determinante para el posterior crecimiento del fútbol femenino en el país y para la creación de la Women's United Soccer Association, primera liga de fútbol femenino profesional en el mundo.

## Organización

### Sedes
| Chicago                                                                         | East Rutherford         | Foxborough        | Landover                |
| ------------------------------------------------------------------------------- | ----------------------- | ----------------- | ----------------------- |
| Illinois                                                                        | Nueva Jersey            | Massachusetts     | Maryland                |
| Soldier Field                                                                   | Estadio de los Gigantes | Estadio Foxboro   | Estadio Jack Kent Cooke |
| Capacidad: 65 100                                                               | Capacidad: 80 200       | Capacidad: 60 292 | Capacidad: 80 100       |
|                                                                                 |                         |                   |                         |
| Chicago East Rutherford Foxborough Stanford Pasadena Portland San José Landover |                         |                   |                         |
| Pasadena                                                                        | San José                | Stanford          | Portland                |
| California                                                                      | California              | California        | Oregón                  |
| Estadio Rose Bowl                                                               | Estadio Spartan         | Estadio Stanford  | Estadio Cívico          |
| Capacidad: 91 000                                                               | Capacidad: 31 200       | Capacidad: 85 500 | Capacidad: 19 600       |
|                                                                                 |                         |                   |                         |

### Lista de árbitras
Por primera vez en la historia del certamen, todo el arbitraje fue conformado por mujeres.
AFC
- Im Eun-ju
- Zuo Xiudi

CAF
- Bola Elizabeth Abidoye
- Fatou Gaye

Concacaf
- Sonia Denoncourt
- Sandra Hunt
- Kari Seitz
- Virginia Tovar

Conmebol
- Marisela de Fuentes
- Martha Liliana Pardo
- Cleidy Mary Ribeiro
- Maria Edilene Siqueira

OFC
- Tammy Ogston

UEFA
- Katriina Elovirta
- Elke Günthner
- Gitte Nielsen
- Nicole Petignat

## Equipos participantes
En cursiva los equipos debutantes.
| Confederación | Confederación | Confederación | Confederación | Confederación | Confederación |
| ------------- | ------------- | ------------- | ------------- | ------------- | ------------- |
| AFC           | CAF           | Concacaf      | Conmebol      | OFC           | UEFA          |

| Equipos participantes | Equipos participantes | Equipos participantes | Equipos participantes |
| --------------------- | --------------------- | --------------------- | --------------------- |
| Alemania              | China                 | Ghana                 | Nigeria               |
| Australia             | Corea del Norte       | Italia                | Noruega               |
| Brasil                | Dinamarca             | Japón                 | Rusia                 |
| Canadá                | Estados Unidos        | México                | Suecia                |

### Sorteo
El sorteo se llevó a cabo el 14 de febrero de 1999 en el Estadio Spartan de San José, California, durante el entretiempo del partido amistoso que disputaron la selección de Estados Unidos y el combinado FIFA World XI.
Los 16 equipos fueron separados en cuatro bombos. El bombo A estuvo conformado por las cuatro selecciones con mejor ubicación en la clasificación femenina de la FIFA: Alemania, China, Estados Unidos y Noruega. Los doce equipos restantes fueron distribuidos en los otros tres bombos de acuerdo a factores deportivos y geográficos, a discreción de la FIFA. De acuerdo al criterio establecido, no podían incluirse en un mismo grupo dos selecciones de la misma confederación, a excepción de UEFA, que podía tener hasta dos selecciones en un mismo grupo.
| Bombo 1 Cabezas de serie              | Bombo 2 UEFA                  | Bombo 3 AFC, Conmebol, OFC             | Bombo 4 CAF, Concacaf       |
| ------------------------------------- | ----------------------------- | -------------------------------------- | --------------------------- |
| Alemania China Estados Unidos Noruega | Dinamarca Italia Rusia Suecia | Australia Brasil Corea del Norte Japón | Canadá Ghana México Nigeria |

Tras el sorteo, los equipos del Grupo C (liderado por China) fueron trasladados al Grupo D, y viceversa. Esta decisión se tomó a fin de que el partido debut de la mencionada selección asiática se dispute en la ciudad de San José, California, cercana al área de la Bahía de San Francisco, donde se radica una de las mayores comunidades chinas en Estados Unidos.

## Fase de grupos
- Los horarios son correspondientes a la hora local:
  -  Tiempo del Pacífico (PDT): (UTC−7).

### Grupo A
| Selección       | Pts. | PJ | PG | PE | PP | GF | GC | Dif. |
| --------------- | ---- | -- | -- | -- | -- | -- | -- | ---- |
| Estados Unidos  | 9    | 3  | 3  | 0  | 0  | 13 | 1  | 12   |
| Nigeria         | 6    | 3  | 2  | 0  | 1  | 5  | 8  | −3   |
| Corea del Norte | 3    | 3  | 1  | 0  | 2  | 4  | 6  | −2   |
| Dinamarca       | 0    | 3  | 0  | 0  | 3  | 1  | 8  | −7   |

| 19 de junio de 1999                                                      | Estados Unidos                   | 3:0 (1:0) | Dinamarca | Estadio de los Gigantes, East Rutherford                     |                                                              |
| 15:00 EDT (UTC−4)                                                        | Hamm 17' · Foudy 73' · Lilly 89' | Reporte   |           | Asistencia: 78 972 espectadores Árbitro(s): Sonia Denoncourt | Asistencia: 78 972 espectadores Árbitro(s): Sonia Denoncourt |
| Julie Foudy anotó el gol 200 en la historia de la Copa Mundial Femenina. |                                  |           |           |                                                              |                                                              |

| 20 de junio de 1999 | Corea del Norte | 1:2 (0:0) | Nigeria                 | Estadio Rose Bowl, Pasadena                                   |                                                               |
| 18:30 PDT (UTC−7) | Jo 74'          | Reporte   | Akide 50' · Nwadike 79' | Asistencia: 17 100 espectadores Árbitro(s): Katriina Elovirta | Asistencia: 17 100 espectadores Árbitro(s): Katriina Elovirta |
| Corea del Norte hizo su debut absoluto en una Copa Mundial Femenina de Fútbol; además, Jo Song-ok marcó el primer gol de Corea del Norte en Mundiales femeninos. Primera victoria de Nigeria en una Copa Mundial Femenina. |                 |           |                         |                                                               |                                                               |

| 24 de junio de 1999 | Estados Unidos                                                                          | 7:1 (6:1) | Nigeria     | Soldier Field, Chicago                                      |                                                             |
| 19:00 CDT (UTC−5)   | Chiejine 19' (a.g.) · Hamm 20' · Milbrett 23', 83' · Lilly 32' · Akers 39' · Parlow 41' | Reporte   | Okosieme 2' | Asistencia: 65 080 espectadores Árbitro(s): Nicole Petignat | Asistencia: 65 080 espectadores Árbitro(s): Nicole Petignat |

| 24 de junio de 1999                                               | Corea del Norte            | 3:1 (2:0) | Dinamarca    | Estadio Cívico, Portland                                |                                                         |
| 18:00 PDT (UTC−7)                                                 | Jin 15' · Jo 39' · Kim 73' | Reporte   | Johansen 74' | Asistencia: 20 129 espectadores Árbitro(s): Martha Toro | Asistencia: 20 129 espectadores Árbitro(s): Martha Toro |
| Primera victoria de Corea del Norte en una Copa Mundial Femenina. |                            |           |              |                                                         |                                                         |

| 27 de junio de 1999 | Nigeria                  | 2:0 (1:0) | Dinamarca | Estadio Jack Kent Cooke, Landover                          |                                                            |
| 16:00 EDT (UTC−4) | Akide 25' · Okosieme 81' | Reporte   |           | Asistencia: 22 109 espectadores Árbitro(s): Maria Siqueira | Asistencia: 22 109 espectadores Árbitro(s): Maria Siqueira |
| Primera clasificación de Nigeria a una segunda fase de una Copa Mundial Femenina. Primera clasificación de una selección de África a una segunda fase de un Mundial femenino. |                          |           |           |                                                            |                                                            |

| 27 de junio de 1999 | Estados Unidos                     | 3:0 (0:0) | Corea del Norte | Estadio Foxboro, Foxborough                                   |                                                               |
| 19:00 EDT (UTC−4)   | MacMillan 56' · Venturini 68', 76' | Reporte   |                 | Asistencia: 50 484 espectadores Árbitro(s): Katriina Elovirta | Asistencia: 50 484 espectadores Árbitro(s): Katriina Elovirta |

### Grupo B
| Selección | Pts. | PJ | PG | PE | PP | GF | GC | Dif. |
| --------- | ---- | -- | -- | -- | -- | -- | -- | ---- |
| Brasil    | 7    | 3  | 2  | 1  | 0  | 12 | 4  | 8    |
| Alemania  | 5    | 3  | 1  | 2  | 0  | 10 | 4  | 6    |
| Italia    | 4    | 3  | 1  | 1  | 1  | 3  | 3  | 0    |
| México    | 0    | 3  | 0  | 0  | 3  | 1  | 15 | −14  |

| 19 de junio de 1999 | Brasil                                                           | 7:1 (5:1) | México        | Estadio de los Gigantes, East Rutherford                    |                                                             |
| 17:30 EDT (UTC−4) | Pretinha 3', 12', 90+1' · Sissi 29', 42', 50' · Kátia 35' (pen.) | Reporte   | Domínguez 10' | Asistencia: 78 972 espectadores Árbitro(s): Nicole Petignat | Asistencia: 78 972 espectadores Árbitro(s): Nicole Petignat |
| México hizo su debut absoluto en una Copa Mundial Femenina de Fútbol; además, Maribel Domínguez marcó el primer gol de México en Mundiales femeninos. Mayor victoria de Brasil y peor derrota de México en la Copa Mundial Femenina. |                                                                  |           |               |                                                             |                                                             |

| 20 de junio de 1999 | Alemania            | 1:1 (0:1) | Italia     | Estadio Rose Bowl, Pasadena                              |                                                          |
| 16:00 PDT (UTC−7)   | Wiegmann 61' (pen.) | Reporte   | Panico 36' | Asistencia: 17 100 espectadores Árbitro(s): Bola Abidoye | Asistencia: 17 100 espectadores Árbitro(s): Bola Abidoye |

| 24 de junio de 1999 | Brasil        | 2:0 (1:0) | Italia | Soldier Field, Chicago                                    |                                                           |
| 17:00 CDT (UTC−5) | Sissi 3', 63' | Reporte   |        | Asistencia: 65 080 espectadores Árbitro(s): Gitte Nielsen | Asistencia: 65 080 espectadores Árbitro(s): Gitte Nielsen |
| Primera clasificación de Brasil a una segunda fase de una Copa Mundial Femenina. Primera clasificación de una selección de Conmebol a una segunda fase de un Mundial femenino. |               |           |        |                                                           |                                                           |

| 24 de junio de 1999 | Alemania                                                        | 6:0 (2:0) | México | Estadio Cívico, Portland                              |                                                       |
| 20:30 PDT (UTC−7)   | Grings 10', 57', 90+2' · Smisek 45+1' · Hingst 49' · Lingor 89' | Reporte   |        | Asistencia: 20 129 espectadores Árbitro(s): Im Eun-Ju | Asistencia: 20 129 espectadores Árbitro(s): Im Eun-Ju |

| 27 de junio de 1999 | Alemania                                   | 3:3 (1:2) | Brasil                               | Estadio Jack Kent Cooke, Landover                     |                                                       |
| 13:30 EDT (UTC−4)   | Prinz 8' · Wiegmann 46' (pen.) · Jones 58' | Reporte   | Kátia 15' · Sissi 20' · Maycon 90+4' | Asistencia: 22 109 espectadores Árbitro(s): Im Eun-Ju | Asistencia: 22 109 espectadores Árbitro(s): Im Eun-Ju |

| 27 de junio de 1999 | México | 0:2 (0:1) | Italia                 | Estadio Foxboro, Foxborough                              |                                                          |
| 16:30 EDT (UTC−4)   |        | Reporte   | Panico 37' · Zanni 51' | Asistencia: 50 484 espectadores Árbitro(s): Bola Abidoye | Asistencia: 50 484 espectadores Árbitro(s): Bola Abidoye |

### Grupo C
| Selección | Pts. | PJ | PG | PE | PP | GF | GC | Dif. |
| --------- | ---- | -- | -- | -- | -- | -- | -- | ---- |
| Noruega   | 9    | 3  | 3  | 0  | 0  | 13 | 2  | 11   |
| Rusia     | 6    | 3  | 2  | 0  | 1  | 10 | 3  | 7    |
| Canadá    | 1    | 3  | 0  | 1  | 2  | 3  | 12 | −9   |
| Japón     | 1    | 3  | 0  | 1  | 2  | 1  | 10 | −9   |

| 19 de junio de 1999 | Japón     | 1:1 (0:1) | Canadá      | Estadio Spartan, San José                                  |                                                            |
| 19:00 PDT (UTC−7)   | Otake 64' | Reporte   | Burtini 32' | Asistencia: 23 298 espectadores Árbitro(s): Maria Siqueira | Asistencia: 23 298 espectadores Árbitro(s): Maria Siqueira |

| 20 de junio de 1999 | Noruega                      | 2:1 (1:0) | Rusia        | Estadio Foxboro, Foxborough                           |                                                       |
| 16:00 EDT (UTC−4) | Sandaune 28' · Pettersen 68' | Reporte   | Komarova 78' | Asistencia: 14 873 espectadores Árbitro(s): Zuo Xiudi | Asistencia: 14 873 espectadores Árbitro(s): Zuo Xiudi |
| Rusia hizo su debut absoluto en una Copa Mundial Femenina de Fútbol; además, Galina Komarova marcó el primer gol de Rusia en Mundiales femeninos. |                              |           |              |                                                       |                                                       |

| 23 de junio de 1999 | Noruega                                                                                | 7:1 (2:1) | Canadá     | Estadio Jack Kent Cooke, Landover                        |                                                          |
| 18:00 EDT (UTC−4)   | Aarønes 8', 36' · Lehn 49' · Riise 54' · Medalen 68' · Pettersen 76' · Gulbrandsen 87' | Reporte   | Hooper 31' | Asistencia: 16 448 espectadores Árbitro(s): Tammy Ogston | Asistencia: 16 448 espectadores Árbitro(s): Tammy Ogston |

| 23 de junio de 1999                                                                                              | Japón | 0:5 (0:1) | Rusia                                                                | Estadio Cívico, Portland                                |                                                         |
| 18:00 PDT (UTC−7)                                                                                                |       | Reporte   | Savina 29' · Letyushova 52', 90' · N. Karasseva 58' · Barbachina 80' | Asistencia: 17 668 espectadores Árbitro(s): Sandra Hunt | Asistencia: 17 668 espectadores Árbitro(s): Sandra Hunt |
| Primera victoria de Rusia en una Copa Mundial Femenina; además, es su mayor victoria en los Mundiales femeninos. |       |           |                                                                      |                                                         |                                                         |

| 26 de junio de 1999                                                             | Canadá     | 1:4 (0:0) | Rusia                                                 | Estadio de los Gigantes, East Rutherford              |                                                       |
| 12:00 EDT (UTC−4)                                                               | Hooper 76' | Reporte   | Grigorieva 54' · Fomina 66', 86' · O. Karasseva 90+1' | Asistencia: 29 401 espectadores Árbitro(s): Zuo Xiudi | Asistencia: 29 401 espectadores Árbitro(s): Zuo Xiudi |
| Primera clasificación de Rusia a una segunda fase de una Copa Mundial Femenina. |            |           |                                                       |                                                       |                                                       |

| 26 de junio de 1999 | Noruega                                                           | 4:0 (3:0) | Japón | Soldier Field, Chicago                                         |                                                                |
| 18:30 CDT (UTC−5)   | Riise 8' (pen.) · Isozaki 26' (a.g.) · Aarønes 36' · Mellgren 61' | Reporte   |       | Asistencia: 34 256 espectadores Árbitro(s): Marisela Contreras | Asistencia: 34 256 espectadores Árbitro(s): Marisela Contreras |

### Grupo D
| Selección | Pts. | PJ | PG | PE | PP | GF | GC | Dif. |
| --------- | ---- | -- | -- | -- | -- | -- | -- | ---- |
| China     | 9    | 3  | 3  | 0  | 0  | 12 | 2  | 10   |
| Suecia    | 6    | 3  | 2  | 0  | 1  | 6  | 3  | 3    |
| Australia | 1    | 3  | 0  | 1  | 2  | 3  | 7  | −4   |
| Ghana     | 1    | 3  | 0  | 1  | 2  | 1  | 10 | −9   |

| 19 de junio de 1999 | China                        | 2:1 (1:1) | Suecia       | Estadio Spartan, San José                                  |                                                            |
| 17:00 PDT (UTC−7)   | Jin Yan 17' · Liu Ailing 69' | Reporte   | Bengtsson 2' | Asistencia: 23 298 espectadores Árbitro(s): Virginia Tovar | Asistencia: 23 298 espectadores Árbitro(s): Virginia Tovar |

| 20 de junio de 1999 | Australia  | 1:1 (0:0) | Ghana       | Estadio Foxboro, Foxborough                            |                                                        |
| 19:30 EDT (UTC−4) | Murray 74' | Reporte   | Gyamfua 76' | Asistencia: 14 873 espectadores Árbitro(s): Kari Seitz | Asistencia: 14 873 espectadores Árbitro(s): Kari Seitz |
| Ghana hizo su debut absoluto en una Copa Mundial Femenina de Fútbol; además, Nana Gyamfua marcó el primer gol de Ghana en Mundiales femeninos. Primer punto obtenido por una selección de Oceanía en un Mundial femenino. |            |           |             |                                                        |                                                        |

| 23 de junio de 1999 | Australia  | 1:3 (1:2) | Suecia                            | Estadio Jack Kent Cooke, Landover                      |                                                        |
| 20:30 EDT (UTC−4)   | Murray 32' | Reporte   | Tornqvist 8' · Ljungberg 21', 69' | Asistencia: 16 448 espectadores Árbitro(s): Fatou Gaye | Asistencia: 16 448 espectadores Árbitro(s): Fatou Gaye |

| 23 de junio de 1999                                                                    | China                                                                            | 7:0 (3:0) | Ghana | Estadio Cívico, Portland                                   |                                                            |
| 20:30 PDT (UTC−7)                                                                      | Sun Wen 9', 21', 54' · Jin Yan 16' · Zhang Ouying 82', 90+1' · Zhao Lihong 90+2' | Reporte   |       | Asistencia: 17 668 espectadores Árbitro(s): Elke Guenthner | Asistencia: 17 668 espectadores Árbitro(s): Elke Guenthner |
| Mayor victoria de China y peor derrota de Ghana en la Copa Mundial Femenina de Fútbol. |                                                                                  |           |       |                                                            |                                                            |

| 26 de junio de 1999 | China                           | 3:1 (1:0) | Australia     | Estadio de los Gigantes, East Rutherford                |                                                         |
| 14:30 EDT (UTC−4)   | Sun Wen 39', 51' · Liu Ying 73' | Reporte   | Salisbury 66' | Asistencia: 29 401 espectadores Árbitro(s): Sandra Hunt | Asistencia: 29 401 espectadores Árbitro(s): Sandra Hunt |

| 26 de junio de 1999 | Ghana | 0:2 (0:0) | Suecia            | Soldier Field, Chicago                                       |                                                              |
| 16:00 CDT (UTC−5)   |       | Reporte   | Svensson 58', 86' | Asistencia: 34 256 espectadores Árbitro(s): Sonia Denoncourt | Asistencia: 34 256 espectadores Árbitro(s): Sonia Denoncourt |

## Fase de eliminatorias

### Cuadro de desarrollo
|  | Cuartos de final       | Cuartos de final        |                        |       | Semifinales                  | Semifinales                  |  |  | Final | Final |
|  |                        |                         |                        |       |                              |                              |  |  |       |       |
|  | 1 de julio – Landover  |                         |                        |       |                              |                              |  |  |       |       |
|  |                        |                         |                        |       |                              |                              |  |  |       |       |
|  | Estados Unidos         | 3                       |                        |       |                              |                              |  |  |       |       |
|  | Estados Unidos         | 3                       | 4 de julio – Stanford  |       |                              |                              |  |  |       |       |
|  | Alemania               | 2                       |                        |       |                              |                              |  |  |       |       |
|  | Alemania               | 2                       | Estados Unidos         | 2     |                              |                              |  |  |       |       |
|  | 1 de julio – Landover  |                         | Estados Unidos         | 2     |                              |                              |  |  |       |       |
|  |                        | Brasil                  | 0                      |       |                              |                              |  |  |       |       |
|  | Brasil (t. s.)         | Brasil                  | 0                      | 4     |                              |                              |  |  |       |       |
|  | Brasil (t. s.)         |                         | 10 de julio – Pasadena | 4     |                              |                              |  |  |       |       |
|  | Nigeria                | 3                       |                        |       |                              |                              |  |  |       |       |
|  | Nigeria                | 3                       | Estados Unidos (p.)    | 0 (5) |                              |                              |  |  |       |       |
|  | 30 de junio – San José |                         | Estados Unidos (p.)    | 0 (5) |                              |                              |  |  |       |       |
|  |                        | China                   | 0 (4)                  |       |                              |                              |  |  |       |       |
|  | Noruega                | China                   | 0 (4)                  | 3     |                              |                              |  |  |       |       |
|  | Noruega                | 4 de julio – Foxborough |                        | 3     |                              |                              |  |  |       |       |
|  | Suecia                 | 1                       |                        |       |                              |                              |  |  |       |       |
|  | Suecia                 | 1                       | Noruega                | 0     |                              |                              |  |  |       |       |
|  | 30 de junio – San José |                         | Noruega                | 0     |                              |                              |  |  |       |       |
|  |                        | China                   | 5                      |       | Partido por el tercer puesto | Partido por el tercer puesto |  |  |       |       |
|  | China                  | China                   | 5                      | 2     | Partido por el tercer puesto | Partido por el tercer puesto |  |  |       |       |
|  | China                  |                         | 10 de julio – Pasadena | 2     |                              |                              |  |  |       |       |
|  | Rusia                  | 0                       |                        |       |                              |                              |  |  |       |       |
|  | Rusia                  | 0                       | Brasil (p.)            | 0 (5) |                              |                              |  |  |       |       |
|  |                        |                         |                        |       |                              |                              |  |  |       |       |
|  | Noruega                | 0 (4)                   |                        |       |                              |                              |  |  |       |       |
|  | Noruega                | 0 (4)                   |                        |       |                              |                              |  |  |       |       |

### Cuartos de final
| 30 de junio de 1999 | China                    | 2:0 (1:0) | Rusia | Estadio Spartan, San José                                   |                                                             |
| 17:00 PDT (UTC−7)   | Pu Wei 37' · Jin Yan 56' | Reporte   |       | Asistencia: 21 411 espectadores Árbitro(s): Nicole Petignat | Asistencia: 21 411 espectadores Árbitro(s): Nicole Petignat |

| 30 de junio de 1999                                                             | Noruega                                        | 3:1 (0:0) | Suecia        | Estadio Spartan, San José                             |                                                       |
| 19:30 PDT (UTC−7)                                                               | Aarønes 51' · Pettersen 58' · Riise 72' (pen.) | Reporte   | Moström 90+1' | Asistencia: 21 411 espectadores Árbitro(s): Im Eun-Ju | Asistencia: 21 411 espectadores Árbitro(s): Im Eun-Ju |
| Marianne Pettersen anotó el gol 300 en la historia de la Copa Mundial Femenina. |                                                |           |               |                                                       |                                                       |

| 1 de julio de 1999 | Estados Unidos                            | 3:2 (1:2) | Alemania                            | Estadio Jack Kent Cooke, Landover                       |                                                         |
| 19:00 EDT (UTC−4) | Milbrett 16' · Chastain 49' · Fawcett 66' | Reporte   | Chastain 5' (a.g.) · Wiegmann 45+1' | Asistencia: 54 642 espectadores Árbitro(s): Martha Toro | Asistencia: 54 642 espectadores Árbitro(s): Martha Toro |
| Brandi Chastain es la primera futbolista en marcar un gol a favor y uno en propia puerta en un mismo partido en una Copa Mundial Femenina. |                                           |           |                                     |                                                         |                                                         |

| 1 de julio de 1999 | Brasil                                  | 4:3 (3:3, 3:0) (t. s.) | Nigeria                              | Estadio Jack Kent Cooke, Landover                          |                                                            |
| 21:30 EDT (UTC−4) | Cidinha 4', 22' · Nenê 35' · Sissi 104' | Reporte                | Emeafu 63' · Okosieme 72' · Egbe 85' | Asistencia: 54 642 espectadores Árbitro(s): Virginia Tovar | Asistencia: 54 642 espectadores Árbitro(s): Virginia Tovar |
| Sissi marcó el primer gol de oro en la historia de los Mundiales femeninos. Primera clasificación de Brasil a las semifinales de una Copa Mundial Femenina. |                                         |                        |                                      |                                                            |                                                            |

### Semifinales
| 4 de julio de 1999 | Estados Unidos               | 2:0 (1:0) | Brasil | Estadio Stanford, Stanford                                    |                                                               |
| 13:30 PDT (UTC−7)  | Parlow 5' · Akers 80' (pen.) | Reporte   |        | Asistencia: 73 123 espectadores Árbitro(s): Katriina Elovirta | Asistencia: 73 123 espectadores Árbitro(s): Katriina Elovirta |

| 4 de julio de 1999 | Noruega | 0:5 (0:3) | China                                                         | Estadio Foxboro, Foxborough                                 |                                                             |
| 19:30 EDT (UTC−4) |         | Reporte   | Sun Wen 3', 72' (pen.) · Liu Ailing 14', 51' · Fan Yunjie 65' | Asistencia: 8 986 espectadores Árbitro(s): Sonia Denoncourt | Asistencia: 8 986 espectadores Árbitro(s): Sonia Denoncourt |
| Peor derrota de Noruega en la Copa Mundial Femenina. Primera clasificación de China a una final de un Mundial femenino. |         |           |                                                               |                                                             |                                                             |

### Tercer puesto
| 10 de julio de 1999                                                   | Brasil                                               | 0:0 (t. s.)(5:4 p.)        | Noruega                                                          | Estadio Rose Bowl, Pasadena                           |                                                       |
| 10:15 PDT (UTC−7)                                                     |                                                      | Reporte                    |                                                                  | Asistencia: 90 185 espectadores Árbitro(s): Im Eun-Ju | Asistencia: 90 185 espectadores Árbitro(s): Im Eun-Ju |
|                                                                       |                                                      | Tiros desde el punto penal |                                                                  |                                                       |                                                       |
|                                                                       | Pretinha · Cidinha · Kátia · Maycon · Nenê · Formiga |                            | Riise · Pettersen · Jørgensen · Sandaune · Gulbrandsen · Aarønes |                                                       |                                                       |
| Primer empate cero a cero en la historia de la Copa Mundial Femenina. |                                                      |                            |                                                                  |                                                       |                                                       |

### Final
| 10 de julio de 1999                                                                                                | Estados Unidos                               | 0:0 (t. s.)(5:4 p.)        | China                                                         | Estadio Rose Bowl, Pasadena                                 |                                                             |
| 12:50 PDT (UTC−7)                                                                                                  |                                              | Reporte                    |                                                               | Asistencia: 90 185 espectadores Árbitro(s): Nicole Petignat | Asistencia: 90 185 espectadores Árbitro(s): Nicole Petignat |
| |                                              | Tiros desde el punto penal |                                                               |                                                             |                                                             |
| | Overbeck · Fawcett · Lilly · Hamm · Chastain |                            | Xie Huilin · Qiu Haiyan · Liu Ailing · Zhang Ouying · Sun Wen |                                                             |                                                             |
| Primera final en Mundiales femeninos que termina sin goles, y primera en definirse con tiros desde el punto penal. |                                              |                            |                                                               |                                                             |                                                             |

|                                   |
| Bandera de Estados Unidos         |
| Campeón Estados Unidos 2.º título |

## Estadísticas

### Tabla general

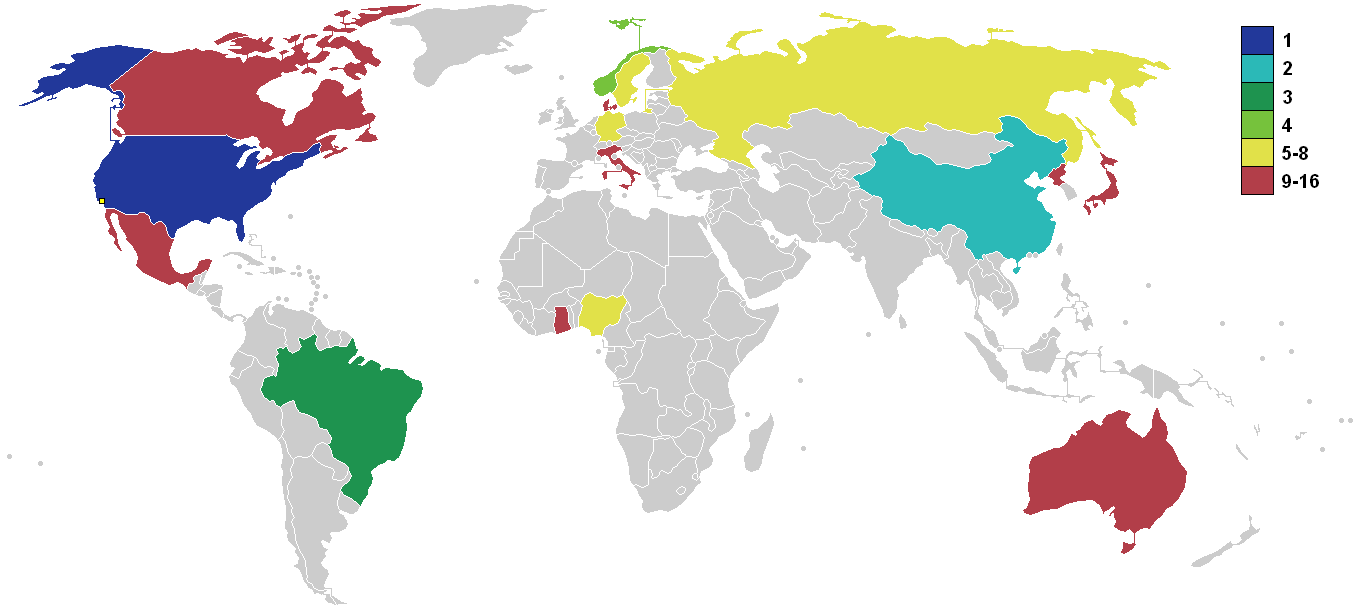
Mapa según los resultados del torneo.

| Pos. | Selección       | Pts. | PJ | PG | PE | PP | GF | GC | Dif. | Rend.  |
| ---- | --------------- | ---- | -- | -- | -- | -- | -- | -- | ---- | ------ |
| 1    | Estados Unidos  | 16   | 6  | 5  | 1  | 0  | 18 | 3  | 15   | 88,89% |
| 2    | China           | 16   | 6  | 5  | 1  | 0  | 19 | 2  | 17   | 88,89% |
| 3    | Brasil          | 11   | 6  | 3  | 2  | 1  | 16 | 9  | 7    | 61,11% |
| 4    | Noruega         | 13   | 6  | 4  | 1  | 1  | 16 | 8  | 8    | 72,22% |
| 5    | Rusia           | 6    | 4  | 2  | 0  | 2  | 10 | 5  | 5    | 50%    |
| 6    | Suecia          | 6    | 4  | 2  | 0  | 2  | 7  | 6  | 1    | 50%    |
| 7    | Nigeria         | 6    | 4  | 2  | 0  | 2  | 8  | 12 | −4   | 50%    |
| 8    | Alemania        | 5    | 4  | 1  | 2  | 1  | 12 | 7  | 5    | 41,67% |
| 9    | Italia          | 4    | 3  | 1  | 1  | 1  | 3  | 3  | 0    | 44,44% |
| 10   | Corea del Norte | 3    | 3  | 1  | 0  | 2  | 4  | 6  | −2   | 33,33% |
| 11   | Australia       | 1    | 3  | 0  | 1  | 2  | 3  | 7  | −4   | 11,11% |
| 12   | Canadá          | 1    | 3  | 0  | 1  | 2  | 3  | 12 | −9   | 11,11% |
| 13   | Ghana           | 1    | 3  | 0  | 1  | 2  | 1  | 10 | −9   | 11,11% |
| 13   | Japón           | 1    | 3  | 0  | 1  | 2  | 1  | 10 | −9   | 11,11% |
| 15   | Dinamarca       | 0    | 3  | 0  | 0  | 3  | 1  | 8  | −7   | 0%     |
| 16   | México          | 0    | 3  | 0  | 0  | 3  | 1  | 15 | −14  | 0%     |

### Goleadoras
| Jugadora            | Selección      | Goles |
| ------------------- | -------------- | ----- |
| Sissi               | Brasil         | 7     |
| Sun Wen             | China          | 7     |
| Ann Kristin Aarønes | Noruega        | 4     |
| Inka Grings         | Alemania       | 3     |
| Jin Yan             | China          | 3     |
| Liu Ailing          | China          | 3     |
| Tiffeny Milbrett    | Estados Unidos | 3     |
| Nkiru Okosieme      | Nigeria        | 3     |
| Marianne Pettersen  | Noruega        | 3     |
| Pretinha            | Brasil         | 3     |
| Hege Riise          | Noruega        | 3     |
| Bettina Wiegmann    | Alemania       | 3     |

## Premios y reconocimientos

### Balón de Oro
| Premio          |  | Jugadora       | Selección      |
| --------------- |  | -------------- | -------------- |
| Balón de Oro    |  | Sun Wen        | China          |
| Balón de Plata  |  | Sissi          | Brasil         |
| Balón de Bronce |  | Michelle Akers | Estados Unidos |

### Bota de Oro
Por primera y única vez, dos futbolistas compartieron la Bota de Oro: la china Sun Wen y la brasileña Sissi alcanzaron la marca de 7 goles y 3 asistencias.
| Premio         |       | Jugadora            | Selección | Goles | Asistencias |
| -------------- | ----- | ------------------- | --------- | ----- | ----------- |
| Bota de Oro    |       | Sun Wen             | China     | 7     | 3           |
| Bota de Oro    | Sissi | Brasil              |           | 7     | 3           |
| Bota de Bronce |       | Ann Kristin Aarønes | Noruega   | 4     | 1           |

### Mejor portera
Si bien no hubo un reconocimiento específico para elegir a la mejor guardameta del torneo, el equipo estelar incluyó a dos porteras: Gao Hong, de China, y Briana Scurry, de Estados Unidos.
| Premio        |               | Jugadora       | Selección |
| ------------- | ------------- | -------------- | --------- |
| Guante de Oro |               | Gao Hong       | China     |
| Guante de Oro | Briana Scurry | Estados Unidos |           |

### Juego limpio
| Premio                            | Selección |
| --------------------------------- | --------- |
| Premio al Juego Limpio de la FIFA | China     |

### Equipo estelar
| Portera                | Defensoras                                                           | Mediocampistas                                               | Delanteras                                   |
| ---------------------- | -------------------------------------------------------------------- | ------------------------------------------------------------ | -------------------------------------------- |
| Gao Hong Briana Scurry | Brandi Chastain Doris Fitschen Carla Overbeck Wang Liping Wen Lirong | Michelle Akers Liu Ailing Sissi Bettina Wiegmann Zhao Lihong | Ann Kristin Aarønes Jin Yan Mia Hamm Sun Wen |